# LIPSTICK KILLERS
LIPSTICK KILLERS（リップスティック・キラーズ）は1991年結成の日本のロックバンド。横浜で行われた初ライブでは口コミで150人を動員。
元々はヴィジュアル系バンドとしてキャリアをスタートし、月間平均2～3回のライブを敢行し動員をのばしていたが、結成から1年半後の1992年に活動を休止する。
その後メンバーはそれぞれの形で音楽活動をしていたが、1995年に結成当時のメンバー不動のまま突如活動再開。
再始動後はバッドボーイズ系のスリージーなR&Rバンドとして、関東圏内を中心にコンスタントにライブを行う傍ら、多数の音源を製作･発表。公式に発表した音源は40曲以上あるとも言われている。
また定期的に地方ツアーも行い、北は仙台、南は福岡までの日本中の大都市でライブを行い、常に数百人規模の動員をしていたと言われている。
攻撃性のあるダイナミックでテクニカルな演奏に、極上のメロディーを散りばめたそのサウンドは中毒性が高く『毒POP』とも呼ばれ、数多くのリスナーとフォロワーを生んだ。
複数のメジャーディールからの誘いもあったようだが、本人たちのポリシーでもあるライブハウスでの活動に拘り続け、どこにも属さずフリーランスでインディーズに留まった。
1991年の結成からの約9年間で延べ100本以上のライブを敢行し、活動も順調に進み絶頂期にさしかかっていた矢先の1999年に急遽活動を休止(自然消滅)し、その後一切の消息が途絶え、ファンや関係者の間で物議を醸した。
再結成が期待される最重要インディーズバンドの１つである。
メンバーは
Vocal:猶
Guitar:響
Bass:神
Drum:泥
(追記)
2019年7月9日に都内某所にて、一夜限りの再結成ライブを行い、30曲以上3時間超のこのライブをもって正式に解散を表明。
約20年振りのシークレット扱いの平日のライブだったにもかかわらず、会場は新旧のファンで溢れかえりソールドアウト。
1999年当時に大人の事情で出来なかった解散ライブを敢行する事で、20年越しの禊を果たした。
尚、この復活･解散ライブのメンバーのうち、ドラムだけは当時とは異なり幽が務めた。